# 批判性重建

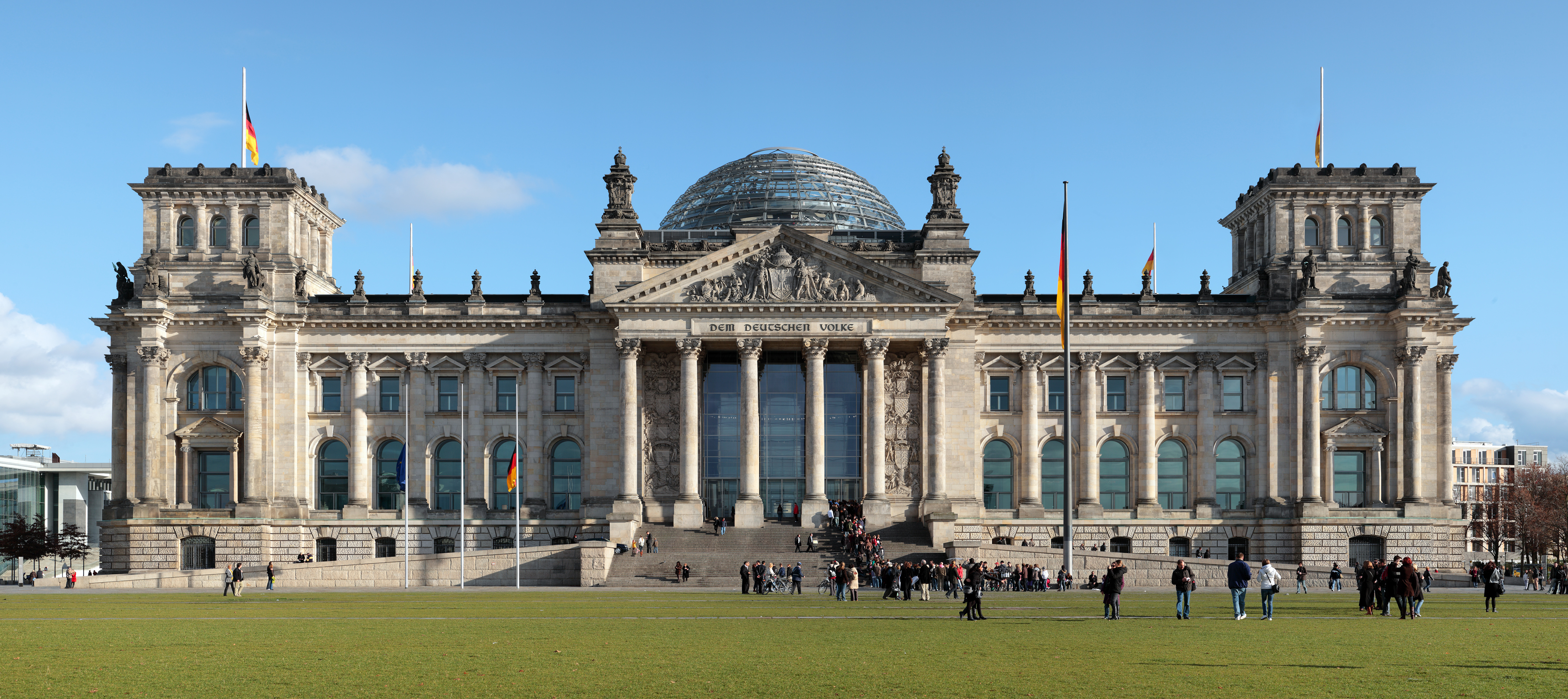
德國國會大廈，批判性重建於柏林的標誌性案例。

批判性重建（德語：kritischer Rekonstruktion）是一種建築和城市规划理論，最初由柏林建築師約瑟夫·保羅·克萊休斯提出。它於1980年代首次應用於柏林的國際建築展覽會，隨後在1991年由柏林參議院建築總監漢斯·史提曼的領導則應用於柏林墙倒塌後的城市重建。批判性重建鼓勵回歸傳統（二戰前）的建築風格和類型，並試圖通過修復柏林內城原有的巴洛克時代街道，重現二十世紀初期的歐洲大都市，以行人為中心的城市街道生活計劃。
柏林的批判性重建與一種稱為「新簡單性」的建築方法密切相關，該方法由維托里奧·馬格納戈·蘭帕格納尼提出理論，並由建築師漢斯·科爾霍夫倡導，史提曼還以批判性重建作為他的城市規劃的基礎，以有利於拆除世紀中葉的建築，並用密度更密集的混合用途建築填充都是空地。
柏林批判性重建的主要例子包括波茨坦广场、弗里德里希施塔特通道和亚历山大广场。最具爭議的項目之一是重建柏林宮的巴洛克式立面。

## 概要

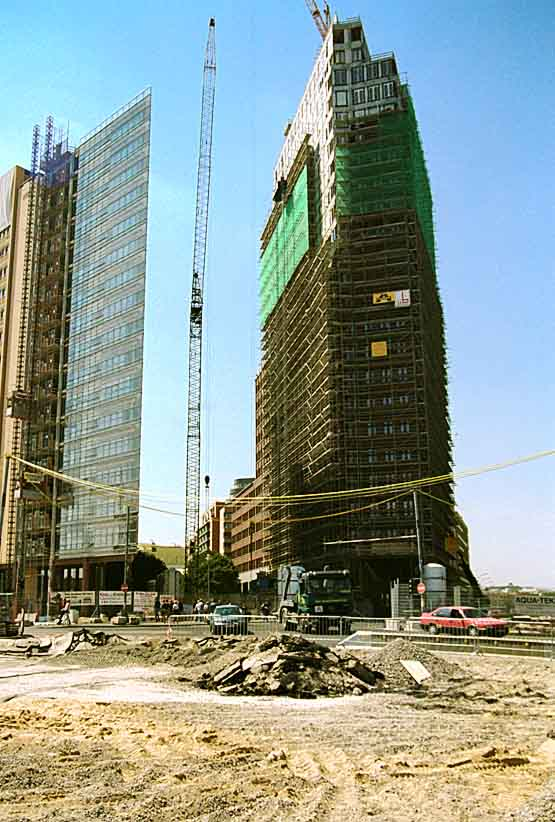
仍在施工的波茨坦廣場，舊計劃構成了新建築設計的基礎。

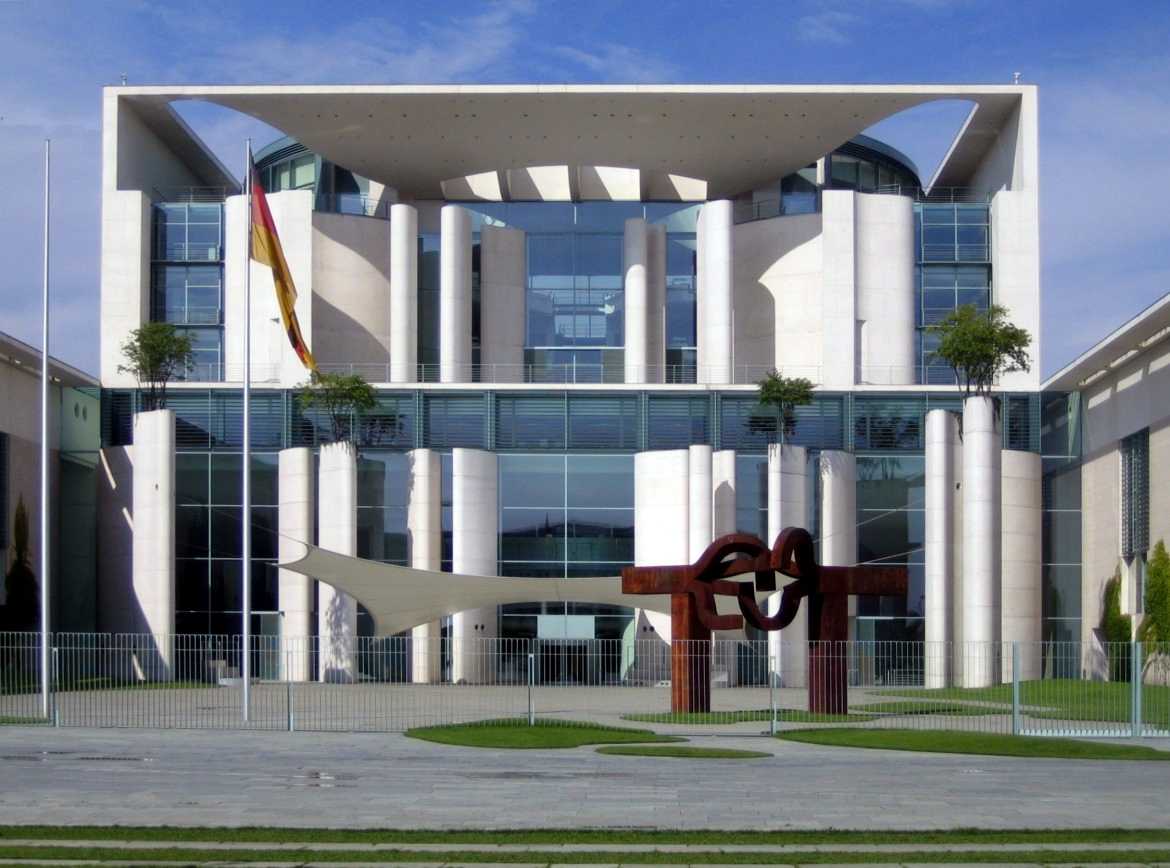
聯邦總理府

克萊休斯從詞源上解釋了批判性重建：「批判（kritisch）一詞起源於古希臘動詞「krinein」 ，意思為分離、決定和判斷。源自這個動詞的名詞「krisis」因此具有重大變化或是決定之意。重建（Rekonstruktion）一詞最早出現在19世紀的德國，當時對舊有建築的修復開始遵循歐洲傳統的數量、尺寸和比例規則。
批判性重建也可定義為1989年柏林圍牆倒塌，對於柏林所進行建築和城市變革過程名稱，並構成日後德國城市發展的監管及一系列規定。該運動鼓勵回歸傳統建築類型學，並力求為喚醒歷史記憶做出隱藏在街道和公共空間的結構中的貢獻，並非複製這些元素，而是通過重新詮釋它們基於將19世紀舊城的標準和審美準則納入當前的城市規劃。
德國官方引用此一策略的理由有兩種：首先，不僅要修復二戰期間大轟炸於柏林造成的破壞，還要修復規劃者在隨後幾年的重建過程中造成的破壞；其次，不僅是建築物，整個城市需要重建。當柏林圍牆倒塌後，城內只剩一片未建的區域，這條傷疤從市中心劃過而改變了柏林的格局，因此批判性重建這種情況以統一東柏林與西柏林雙城市的都市結構成為可能。
因此在重建中，必須要以舊建築的複製品、基於當代解釋的批判性重建、或與過去的徹底決裂之間做出決定。便此，1990年代和2000年代，柏林成為歐洲最大的建築工地，並通過轉型再次履行其作為德國首都的地位。

### 討論
在柏林牆倒塌之時，西柏林的城市规划才達到一個新型階段，針對城市的修復（或「恢復」相對）已成為官方政府對於都市規劃的主要政策，起初於1990年開始，新政府與柏林東西兩部分統一城市規劃的想法一直保持距離。因此，重建柏林的過程伴隨著不同的思路，特別關注是否以批判性重建和軟性城市更新概念的演變等問題。起初對於都市規劃的衝突發生在一方面發生於新傳統主義者，另一方面是一些前衛主義者身上，但批判性重建學說主導了這場辯論，因此，該理論並不僅是一個學術名稱，還成為政治決策的標準。
批判性重建被視為具有重建過去帝國建築，也作為對第二次世界大戰結束之後對於後現代主義發展的反映，因此也被批評者視為重建城市的保守方法。然而其理論支持者則認為，它不在於對歷史名城的懷舊重建，而是在於按照21世紀柏林的城市和建築模型重建現代城市。該理論便是基於這樣的觀點而發展，即重建應該與其歷史遺產有關，通過對過去城市的規模和比例的分析。
最引人注目的辯論發生在柏林宮上，該建築在戰爭期間遭到轟炸，戰後東德政府決定將其拆除。一直只用作停車場，直到1970年代共和國宮建成，該地區成為東德人民議院的所在地。正如東柏林消滅了普魯士宮殿一樣，東德宮殿的拆除被其批評者解釋為第二次試圖排擠一個不利的政權。對於該項目是否是恢復普魯士軍國主義記憶的運動一部分討論也存在著爭議性的分歧。

## 措施

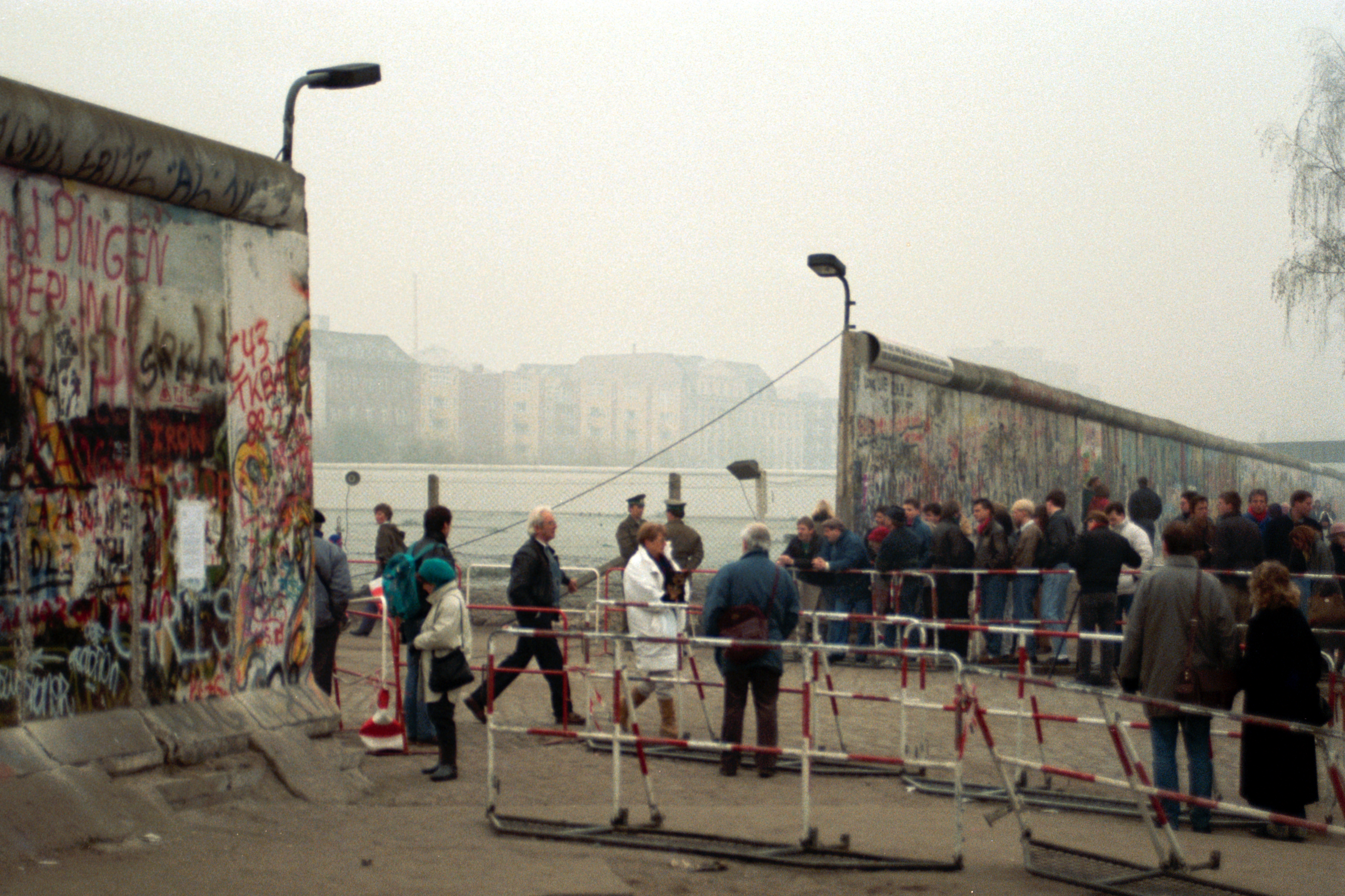
1989年11月21日的波茨坦廣場

從柏林的歷史條件出發，史提曼和迪特·霍夫曼-艾斯特姆（Dieter Hoffman-Axthelm）有責任以後現代建築的標準重新統一這座城市。兩人在參議院城市發展管理辦公室柏林市政廳監督該項目。 該市的建築主管部門對除聯邦建築以外的所有建築的大小和外觀實施了嚴格的指導方針。這種相對敵對的氣氛也從導致在規劃上，需要提供相對同質的城市景觀重建市中心，使表明這座城市的歷史未有一定的中斷。
為了將柏林重建為傳統的「歐洲城市」，該辦公室試圖避免興建前衛的建築，而優先考慮歷史及市中心的和諧。他們制定了一套規則，而參議院辦公室具有可以否決任何項目的權利。這些措施包括：
- 都市規劃政策的主要目標將指向未來，而不是已經解決的問題：包括衛生、社會基礎設施、交通。其次，考慮到城市管理在控制城市進程能力方面的侷限性，柏林則尋求政治與市場融合，以為城市化服務的範例。
- 新建築僅能符合傳統高度（建簷22公尺、屋脊30公尺）以上在在立面上包含一定比例的磚石。除了最大高度外，禁止建造幕牆立面。[9]
- 尊重和重建城市地理学的規律性：如歷史街道網絡、景觀軸線和歷史廣場。
- 為了獲得施工许可，必須保證20%的建築面積用於住房。
- 新建築的目標是只佔用一個地塊的城市住宅。

此外，史提曼在現有的關鍵重建特徵中增加了其他規則，例如：
- 天然石材立面在水平度的強調。
- 用於商店的基座區域、辦公室所在的主要區域和閣樓區域的建築具有經典組合特色，閣樓區域兩層用於住宅。
- 這些建築物必須圍繞具有不同功能的中央庭院進行分組。
- 這座宮殿是柏林批判性重建運動的一部分，旨在糾正二戰后城市，尤其是其東半部做出的更為激進的城市現代主義決定。

同樣，根據史提曼表示，這些規定應該將理解為「對製造混亂局面恐懼的反應」，從私人投資者、建築師的雄心壯志，以及私營部門和政府公共部門之間的利益衝突的結果。

## 背景
自1991年德國統一以來，柏林經歷了一段都市擴張時期，類似於普法戰爭(1870-1871)之後的擴張時期，當時在經濟繁榮的影響下導致了柏林擴張的浪潮，這一浪潮被稱為奠基時代，在城市工業化的過程中。柏林開始建造約五層樓高的的公寓樓。擴大了街道，建造了政府所需的主要公共建築物。
在這兩種情況下，建築業的快速增長都伴隨著大量的房地產投機活動。然而，與奠基時代不同的是，20世紀末柏林的擴張以市中心人口減少為特徵。此外，過去的工業區只剩下一小部分，柏林正在成為金融、通訊、服務業的中心。
約瑟夫·保羅·克萊休斯曾在斯圖加特大學、柏林大學以及巴黎美术学院學習建築。然而，他的職業首先是在柏林開始，早在1962年，他便於柏林開設了一家建築工作室。他的第一個主要項目是1973年在工薪階層社區建造的住宅區，該建築受到約克大街室內庭院（1881年-1889年興建），將建築物的高度限制在22米，這 是德國首都自此以來普遍存在的建築高度。該住宅區採用了約19世紀的風格，並結合了經典的室內庭院。宣示對於「歐洲城市」的回歸，此後，他的作品也也受到其他建築師的推動，例如阿尔多·罗西等人。

### 國際城市規劃展（IBA）

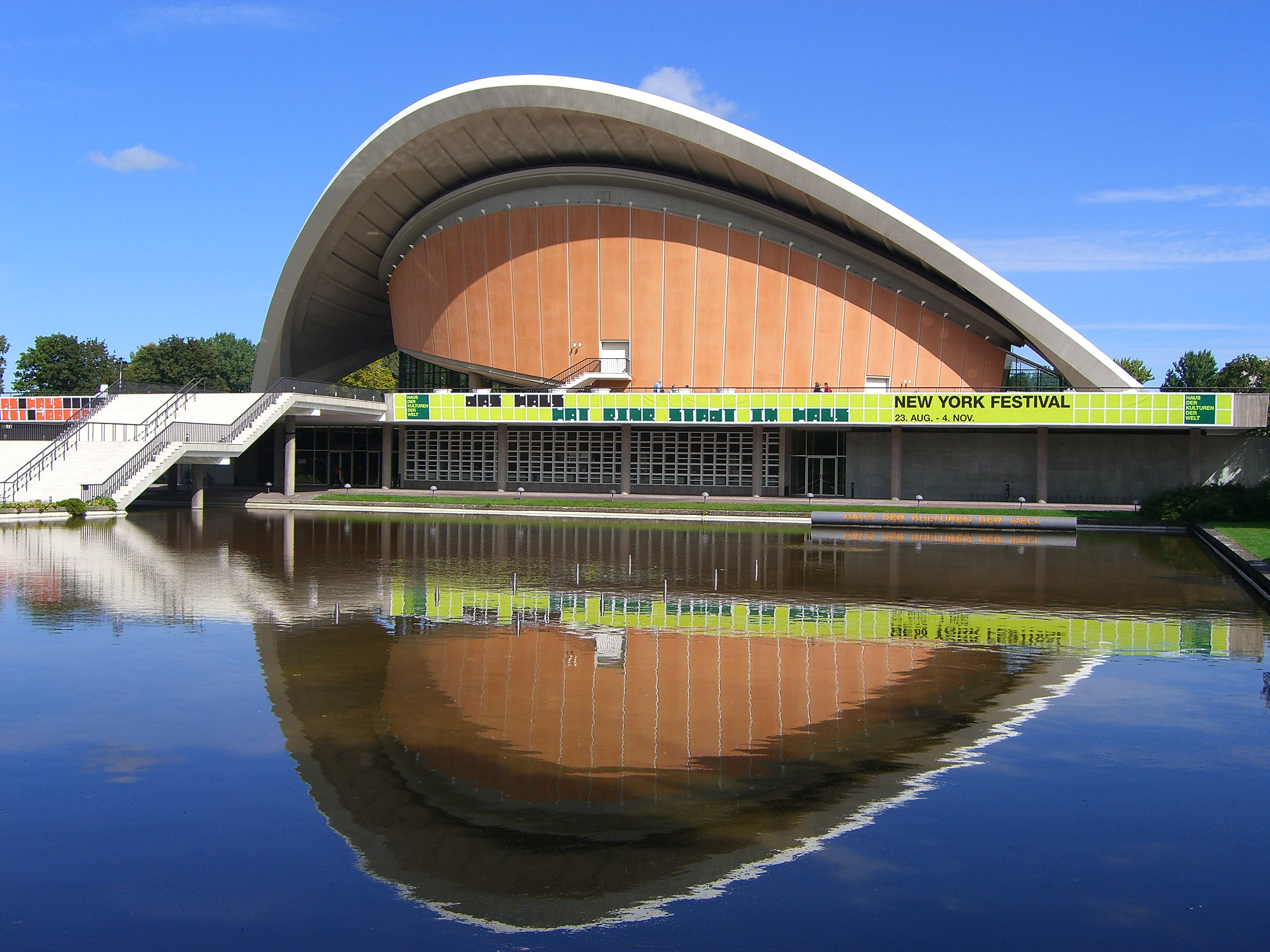
世界文化宮

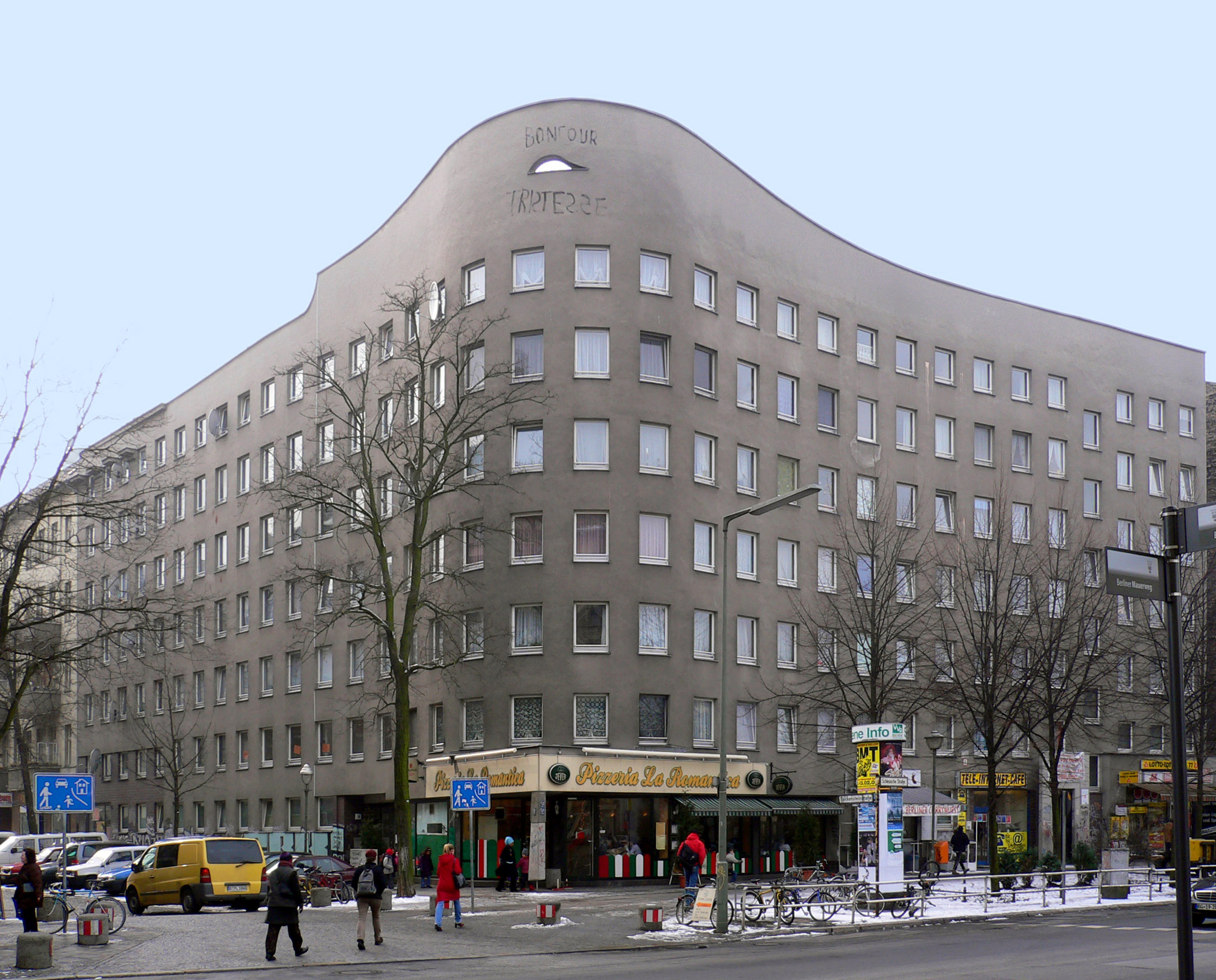
阿爾瓦羅·西塞·維埃拉所設計的柏林的西里西亞門住宅，別名「日安憂鬱」。

1957年，柏林國際展覽會首先提出了「昨日之城」的概念。二十年後，克萊休斯在1980年代國際城市規劃展（IBA）的計劃中提出了這一概念。他首先提到了將歐洲傳統歷史文化意義上的城市重建（恢復），並作為一個居住和生活的聚集地，並不僅僅是一個辦公城市。
1979年至1987年期間，IBA曾舉辦了28場建築競賽，旨在將柏林的城市中心轉變為住宅區。IBA的誕生，是因為擔心西柏林的商業和社會中心正在向西遠離隔離圍牆。因此以克萊休斯為首的建築師們，對於東柏林和西柏林的城市規劃者通過建造寬闊的林蔭大道和遠離工作場所的住房來「解構」所謂的「歐洲城市」表示震驚。他們認為現代主義走得太遠了，因此他們贊成對柏林進行所謂的「批判性重建」
當時，欧洲委员会為在歐洲推行城市發展原則做出了貢獻，例如保護歷史遺跡、精心改造城市結構和舊建築的再利用，以及重建被毀的建築。此外也提倡限制機動交通和提倡行人交通，還提倡恢復公共空間、土地用途的混合。這場運動的一個重要結果也而從導致批判性重建的出現。

#### IBA 87
因此在1987年，IBA所提倡的目標，是按照關鍵重建的概念開發和振興西柏林選定的「示範區」 ，新建築將基於各自位置的歷史原址重新興建，批判性重建的概念是最重要的特徵。其中各種建築師也先行於西柏林的部分街道興建各種建築風格的建築，包括阿爾瓦羅·西塞·維埃拉、磯崎新、雷姆·庫哈斯和奧斯瓦爾德·馬蒂亞斯·翁格爾斯等人。
其中，IBA'87是隨後由西柏林參議院提出的一項城市和建築規劃，旨在恢復市中心的住宅用途。由兩部分組成：
- 新IBA (IBA Neubau) ：以「批判性重建」為標題，由克萊休斯領導，旨在將當代建築融入二戰後倖存下來的歷史名城結構中。
- 舊IBA（IBA Altbau）：由哈特-瓦爾特·哈默（德语：Hardt-Waltherr Hämer）領導，名為謹慎城市更新（德语：Behutsame Stadterneuerung），專注於柏林現有建築的修復。

## 發展

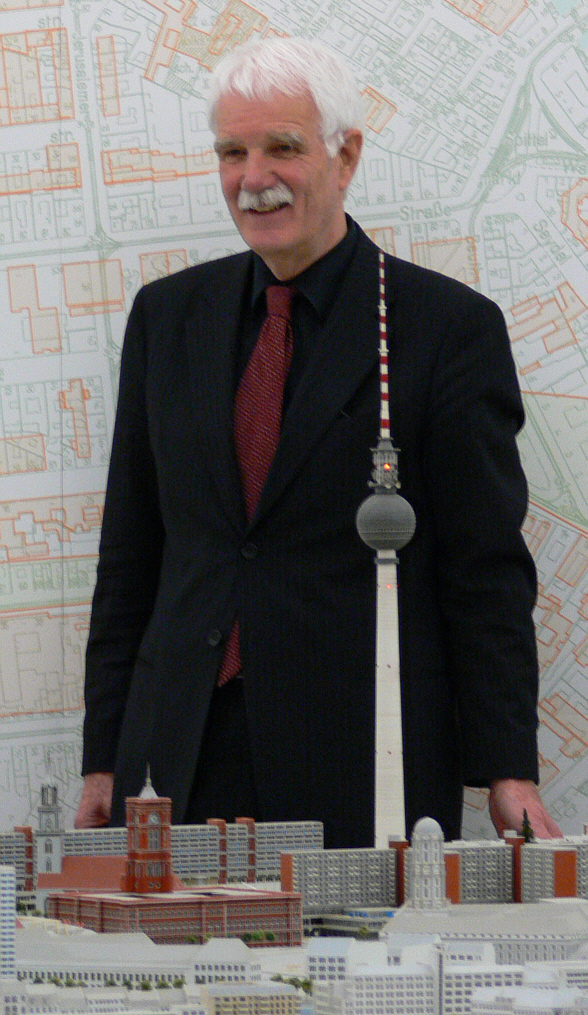
漢斯·斯蒂曼在1989年的東德柏林模型前。

批判性重建的假設不僅在城市重新統一後被保留下來，而且還被公共行政部門採納為官方學說，德國建築專家沃利斯·米勒 (Wallis Miller) 表示，“關於「批判性重建」的新建築部分，通常以設計各種街區的邀請競賽開始，並以建築客座建築師的指派結束。批判性重建應該通過當代建築在城市規劃中以保守主義的方式進行，而不是通過重複拆除的建築。而後在漢斯·史提曼的規劃下，直到被問及市中心的佈局後，批判性的重建才轉向歷史重建。市政府選擇的目標是重建一個更早的時代，以消除對最近過去時代的提及。只要有可能，他們都想恢復戰前的街道格局和建築。
1991年，由於史提曼被任命為該市的公共工程總監，翻新步伐加快了，他將謹慎城市更新的理念擴展到整個城市，並使用「批判性重建」一詞來描述他修復受損建築的方法。在 1980年代，斯蒂曼是德國社會民主黨的成員，並且是IBA內討論東柏林西柏林問題的專家。當柏林圍牆倒塌後，他成為了一個重要人物，並被他的政黨召集來承擔為統一的柏林發明新規劃的任務。
如何發展一個統一柏林的問題，是由史提曼作為城市參議院建築總監提出的城市規劃框架指導的。因此，批判性重建的概念被重新引入腓特烈施塔特、波茨坦廣場、萊柏林火车总站和施普雷島。斯蒂曼召集了著名的建築師為這座城市工作，同時給他們嚴格的規定指導方針，他要求他們遵守這些規定。直到2006年，史提曼一直負責柏林地方政府的城市規劃。
在他自己的建築中，克萊休斯也服從了批判性重建的規定。在他去世前不久，他仍然決心在柏林建築學院建立一個建築檔案館。
1990年至2000年間，用於重建首都的投資總額達1500億歐元。

### 萊比錫和波茨坦廣場
波茨坦廣場是1920年代柏林最時尚和國際化的廣場和交通樞紐。但在第二次世界大戰期間被完全摧毀，2004年，該廣場完成了復興計劃。波茨坦廣場共在此次規劃成為五個區的區域，以品牌或跨國商業集團命名。這一地區重建的基石是在梅賽德斯-賓士集團奠定的，這家公司在柏林圍牆倒塌前不久從波茨坦廣場的市政廳購買了一塊土地。
伦佐·皮亚诺、拉斐尔·莫内欧和磯崎新等著名建築師參與了重建。包括以奧托貝森管理研究院命名的辦公和公寓大樓奥托贝森中心、麗思卡爾頓酒店等設施，波茨坦廣場的全面恢復也是21世紀後，再次轉變為柏林的經濟中樞之一。

### 政府區
在決定將聯邦首都從波恩遷至柏林後，各種項目開始建造新建築以容納德國主要機構的總部。最具標誌性的地標是對歷史悠久的德國國會大廈內部進行全面改造，修復其外牆並建造一個採用全新現代設計的圓頂，與原來的設計截然不同。該建築有一個30公尺高的主廳，通透且功能齊全。遊客可以直接前往露台欣賞到鄰近建築物的全景，考慮到對國會大廈歷史的敏感性。建築師諾曼·福斯特設計的國會大廈新圓頂旨在體現透明民主的理念。
在附近的北側則豎立了三座互補的建築物，則所謂的議會大樓。其中，保羅洛貝故居設有議事室和代表辦公室。另一座建築雅各布·凱撒大樓擁有歷史悠久的德國國會主席宮殿、議會服務設施和聯邦議院辦公室。施普雷河東岸則矗立瑪麗-伊麗莎白·呂德斯大樓，並通過一座人行天橋與雅各布·凱撒大樓之相連。它的圓形大廳內設有與歐盟事務委員會的房間。這座建築也設有聯邦議院圖書館，該圖書館擁有150萬冊書目收藏。43
在保羅洛貝故居對面，建築師阿塞·舒爾茲（Axel Schultes）於2001年設計約七層樓的柏林聯邦總理府。約140平方公尺的政府首腦辦公室可以直接在此看到議會大樓。建築在一塊70,000平方公尺的土地上，擁有400個辦公室和綠地。並設有一條地下走廊連接著周圍的政府機構。

### 中央車站
2006年5月，柏林中央車站落成，這將成為首都柏林最重要的鐵路樞紐，其車站的計劃將與周遭之辦公室、酒店、商店、家庭和綠色建築之間保持平衡。另外四個在柏林的南北和東西軸線的車站上落成，並通過所謂的「蘑菇方案」對柏林的鐵路客運業務實現了徹底的調整與重組。儘管該建築不符合批判性重建的原則，但是建築師丹尼爾·里伯斯金在接受採訪時曾表示，斯蒂曼曾告訴他：「如果他早一個月上台，該建築將永遠不會獲得建築許可」。

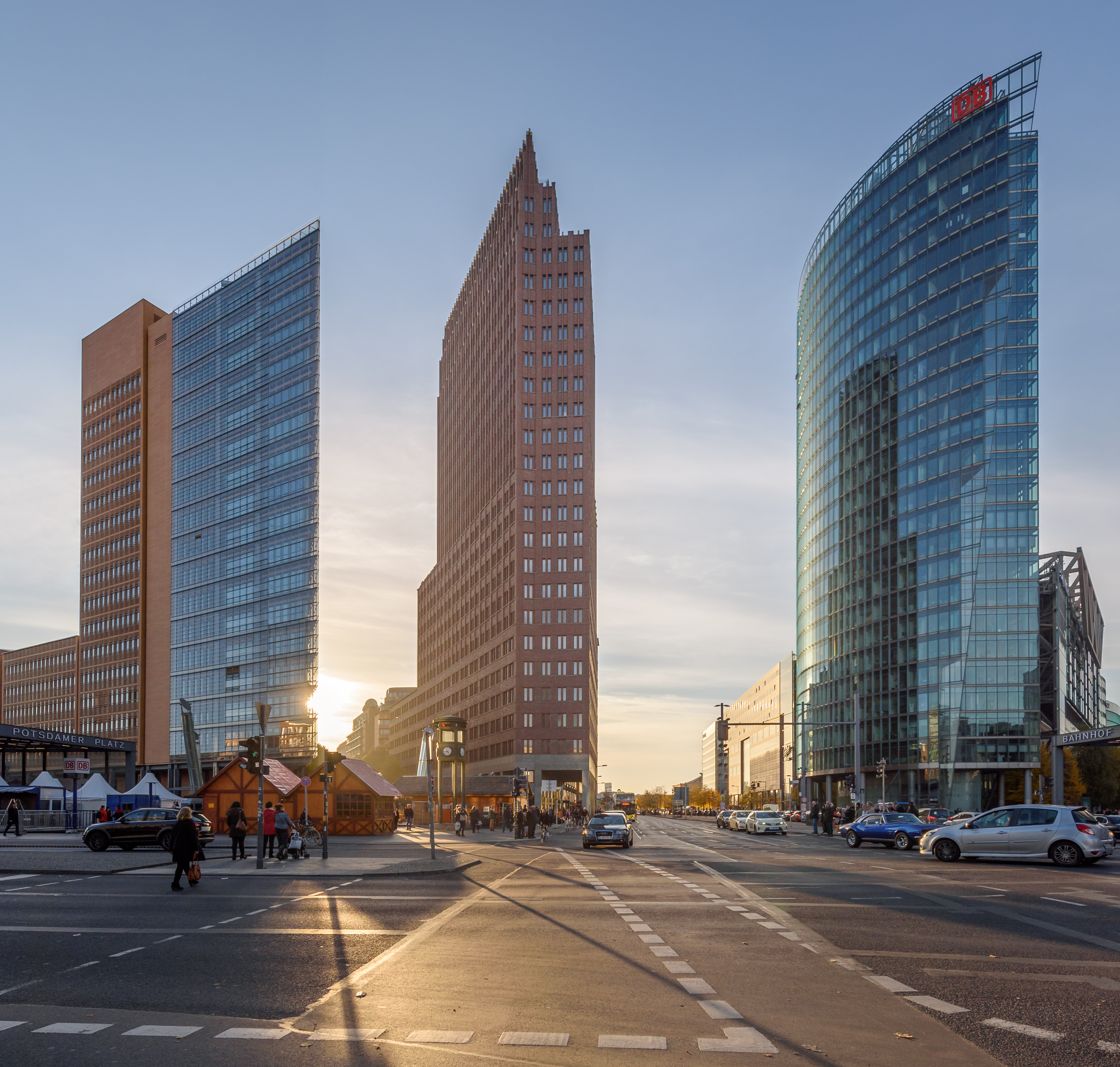
波茨坦廣場
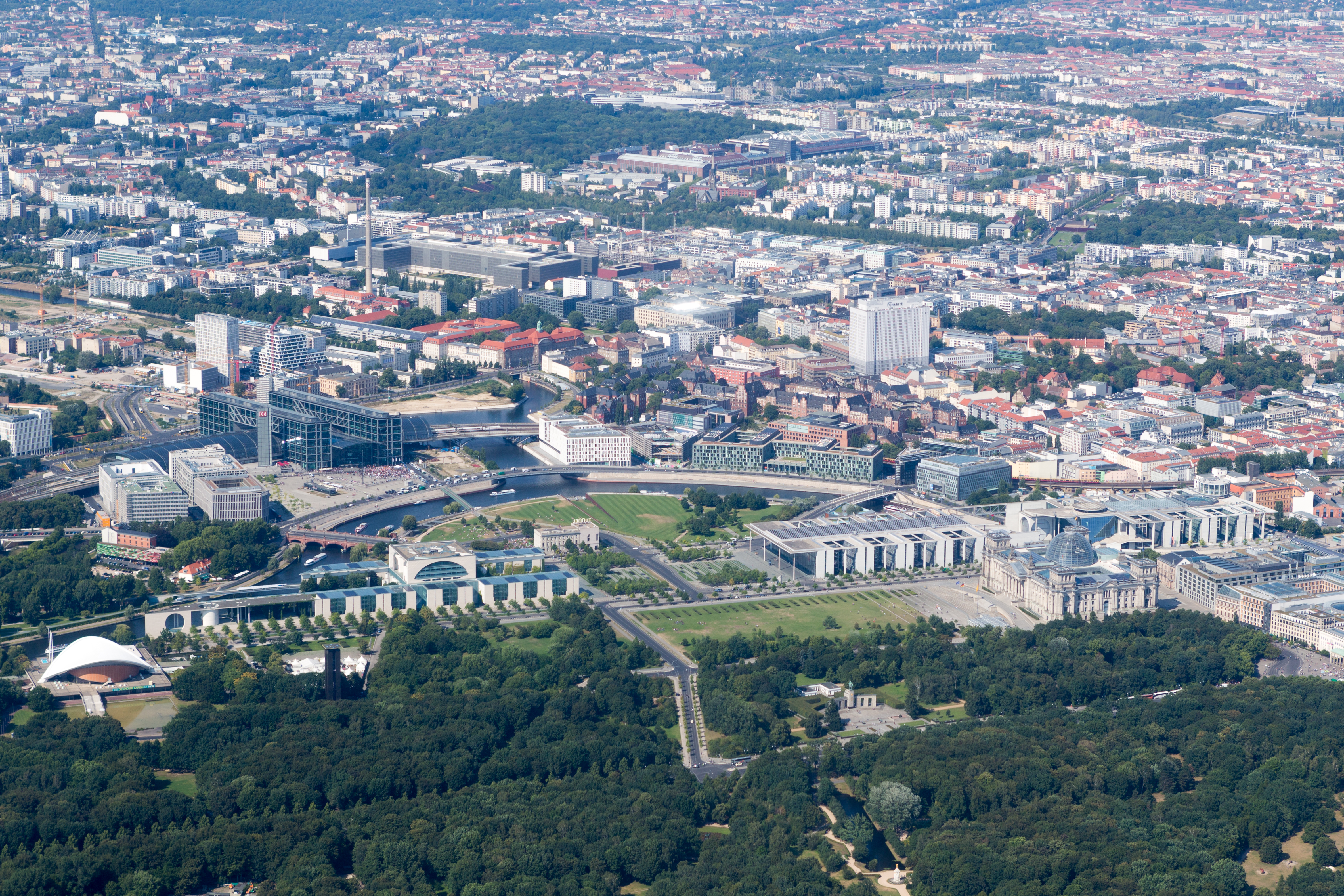
柏林政府區
施普雷河上的橋樑
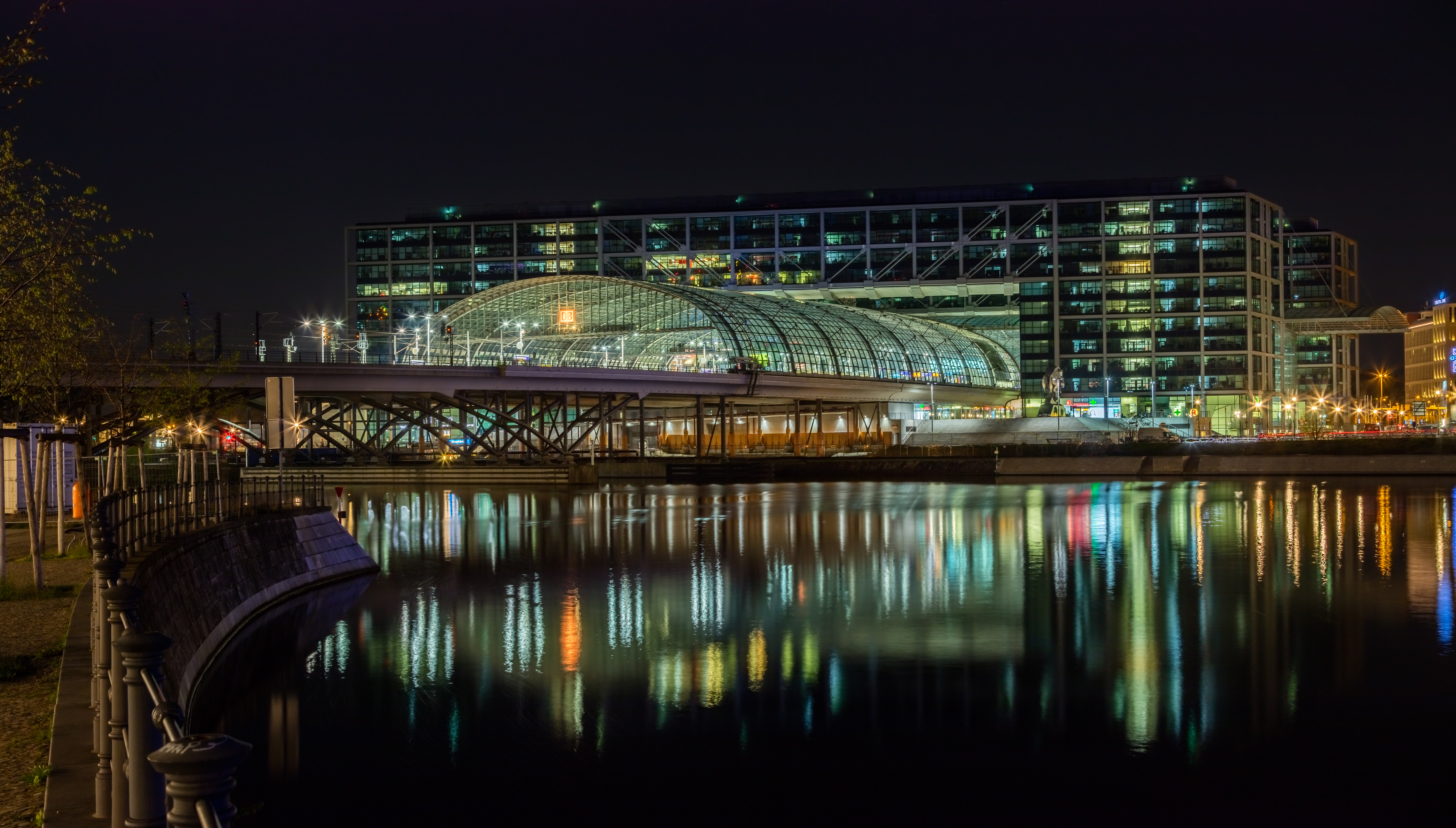
中央車站

### 從布蘭登堡門到老柏林
國會大廈東南方數公尺處是布蘭登堡門，該建築標誌著從柏林到哈弗爾河畔布蘭登堡的道路起點。也從巴黎廣場和亞歷山大廣場之間標出了一條軸線，那裡建造了幾座著名的建築。

#### 巴黎廣場
巴黎廣場是柏林歷史上的標誌性區域，在第二次世界大戰以前，巴黎廣場是柏林最宏偉的廣場，周邊包括美國和法國大使館、德隆大酒店）、藝術學院、以及一些公寓和寫字樓。後在第二次世界大戰期間完全被毀，直到1990年代，法國開始在此處建造其新大使館，由克里斯蒂安·德波宗巴克設計的大使館則於2003年落成。廣場的同一側是馬克思・利伯曼的故居，它是在歷史模型的基礎上進行批判性重建的。
廣場的另一邊是2005年5月落成的柏林藝術學院。經過多年的爭論後，該機構又回到過去所在的歷史位置。其建築物的外觀也忠實於批判性重建的原則。設計成本約為6000萬歐元，由建築師甘特·拜尼施負責。學院旁邊是阿德龙饭店，最初於1904年開業。是該市最負盛名的酒店之一。雖然它在二戰中完好無損地倖存下來，但在 1984 年被拆除。新建築於 1997 年完工，保留了立面的原始設計。

#### 菩提樹下大街
繼續沿著菩提樹下大街前行，該接到共有許多經過修復的重要建築，例如2007年《柏林宣言》發表地德国历史博物馆，以及其他完全重建的建築，例如儘管遭受了輕微的戰爭破壞的舊司令部，原建築1960年代被拆除，東德外交部在其土地上建造的新建築最後於1995年也被拆除。1999年2月，時任德國總理格哈德·施羅德下令尋找投資者以進行該建築物的重建，在2005年重建立面後，該建築成為貝塔斯曼集團的非主要總部。在這座建築前方則設有柏林建築學院，這是卡爾·弗里德里希·申克爾的傑作，他設計了柏林19世紀上半葉幾乎所有重要的建築。

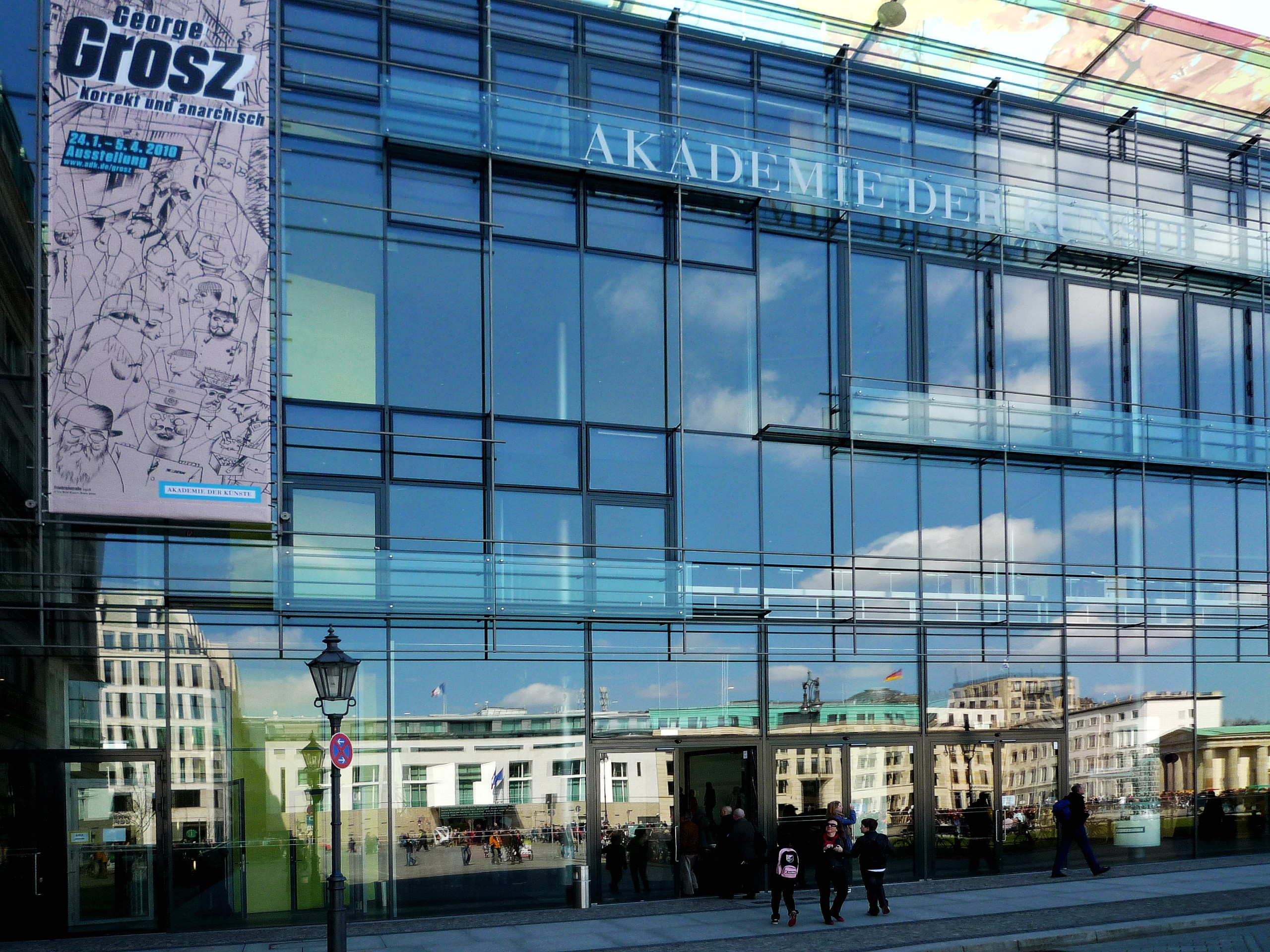
柏林藝術學院
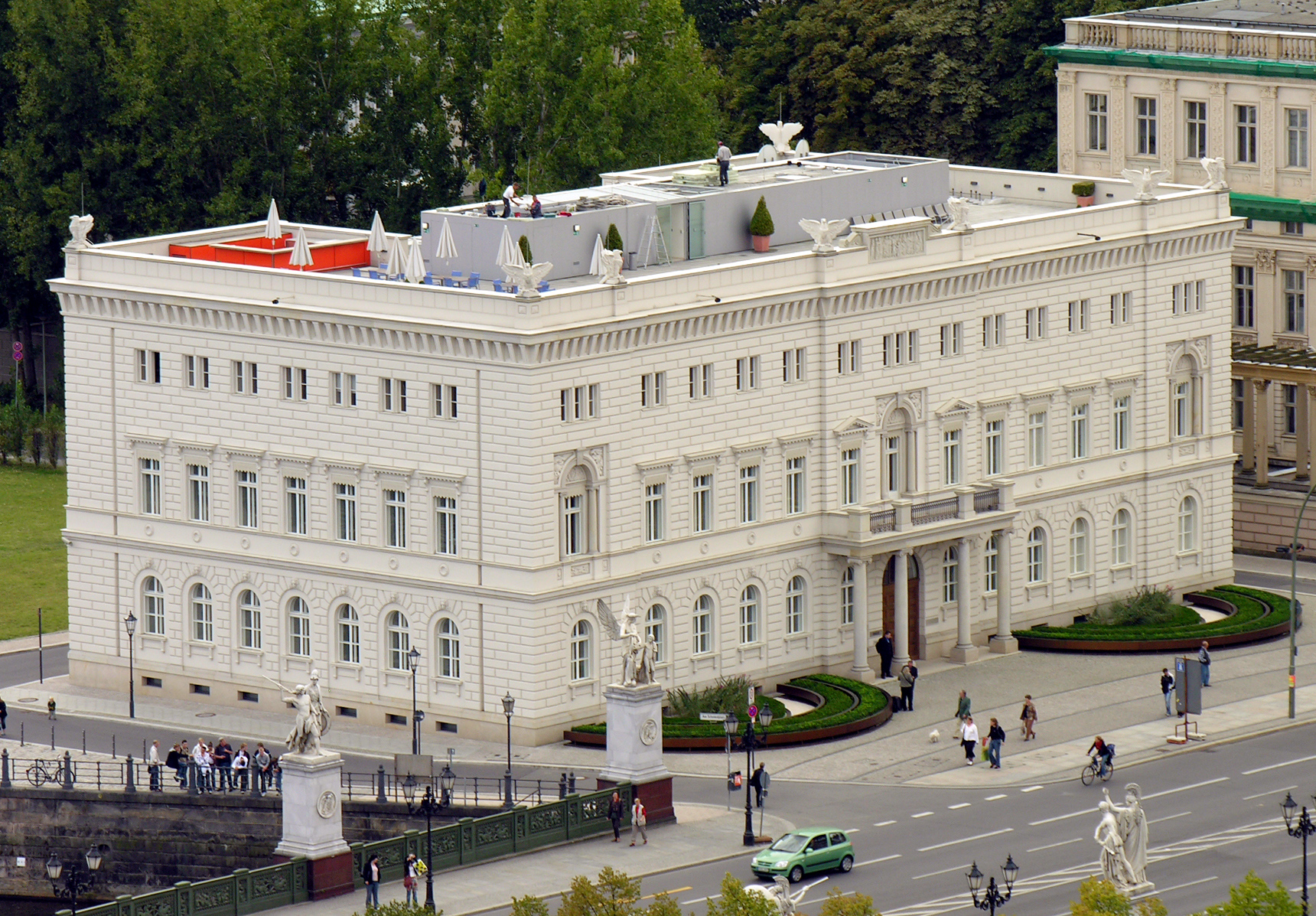
柏林老指揮宮
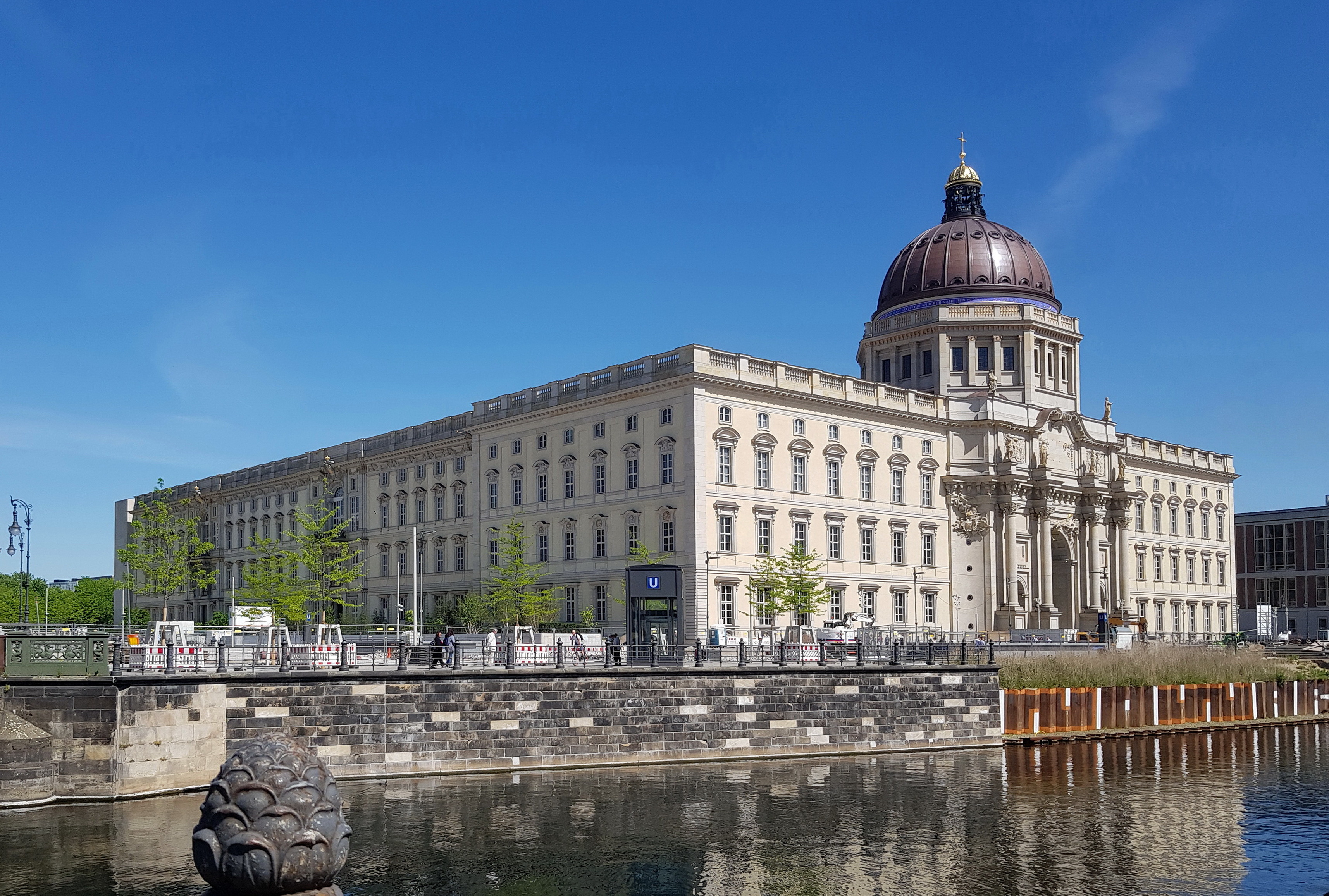
柏林宮
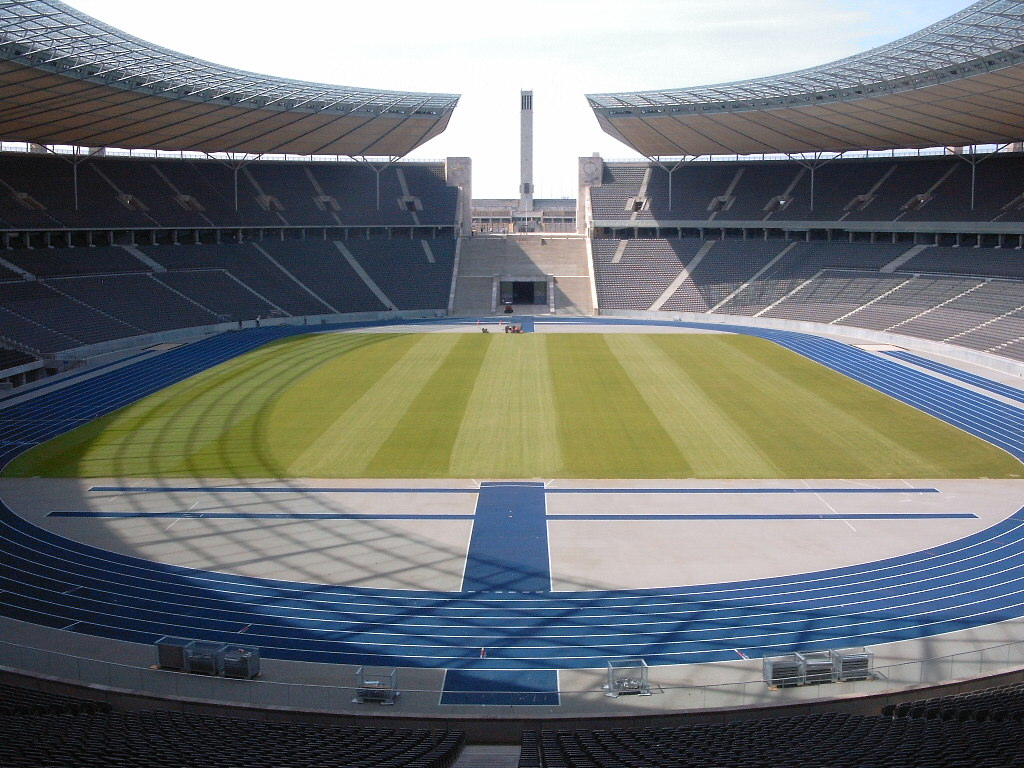
奧林匹克體育場

#### 施普雷島
面向施普雷河的大道更名為卡爾·李卜克內西大街，能夠使居民通往施普雷島，施普雷島的南岸則設有重建的柏林宮，由於兩德統一後，開始了長達20年的關於王宮是否應該重建，是部分還是整體的爭論。支持重建的遊說團體認為，城市宮的重建將恢復柏林歷史中心的統一和完整性，由於德國政府削減預算，新王宮的名稱“洪堡論壇”的建設被推遲。奠基石最終由總統約阿希姆·高克在2013年6月12日的儀式上奠基，這預示著一項耗資5.9億歐元的重建項目的啟動。，最終柏林宮於2020年竣工，館內有一座收藏非洲和其他非歐洲藝術的博物館，以及兩座餐廳、一座歌劇院、一座電影院和一座禮堂。
在島的北側，德國的統一開啟了統一東西德收藏品的機會。因此，博物館島改造的總體規劃也影響了它被列入聯合國教科文組織世界遺產名錄的地位。1999年，藉由規劃將五座歷史建築視為一個整體，以尊重它們的建築自主性後，博物館島經歷大格局的更新，當前島上面積近一平方公里，除了博物館外，也提供咖啡廳、博物館商店、媒體室、禮堂和臨時展覽室等核心服務功能。
島上的幾座建築從 50 年代開始由共產黨政府重建，在這群博物館中，國家美術館在1997年開始翻修後於2001年重新開放，耗資超過5000萬歐元。博德博物館在經過多年修復後重新開放，展示其雕塑藏品和錢幣櫃。收藏品的營運和修復成本總計超過1.6億歐元。

### 老柏林
施普雷島向東則為舊柏林的所在地。水穹頂則建於柏林麗笙酒店大廳內，於2003年12月落成，這是一個融入酒店的水族館，是一個25公尺高的透明玻璃圓柱水族箱，以其龐大的體量佔據了整個建築內部。在裡面，共有1,500 條熱帶魚在100萬升的鹽水中棲息。其內置透明電梯。 2022年12月16日，水穹頂發生破裂，缸體的水全部泄漏，從而導致水族箱內的魚類全數死亡。
周遭設施則包括亞歷山大廣場，該廣場最相關的工程之一是該國最大的購物中心米特購物中心的建設，該購物中心於 2007 年 9 月落成。根據其建築師漢斯·科爾霍夫確立的發展理念，該中心建旨在建立傳統建築形式與當代設計之間的聯繫。

## 其他設施

### 柏林奧林匹克體育場
柏林奧林匹克體育場是為舉辦1936年夏季奥林匹克运动会而建造的，在二戰期間並未遭受重大破壞。為了舉辦2006年國際足協世界盃而進行全面修復和改建。共耗資超過2億歐元，除了增加了一個屋頂，並為設施配備了現代化的配件。據當局稱，這個想法是將這座建築的過去融入到當代中，以在銘記歷史的同時宣傳德國。
在柏特區，伯瑙爾大街設有和解教堂，該建築物位於舊和解教堂的舊址上，由於靠近柏林圍牆，該建築與其教區曾於1985年被拆除。再往西是柏林猶太博物館，其設計在柏林圍牆倒塌前就獲得批准另一邊，在腓特烈大街和法蘭西大街的拐角處，老佛爺百貨公司採用玻璃幕牆建造。
在商業基礎設施方面，創建於1991年的科技園阿德勒斯霍夫擁有600多家新公司，僱用了約 10,000 名員工。

## 致謝
在第一屆 CEU 的城市發展成就獎中，漢斯·史提曼被授予柏林城市發展總監，他以秉持批判性重建原則的堅定捍衛者，成功使重新統一的柏林城市轉型的關鍵推動。授予該獎項不僅意味著對柏林變革的積極評價，而且最重要的是將其作為歐洲城市化的典範加以區分。